# Seseli lobelianum
Seseli lobelianum är en flockblommig växtart som beskrevs av Dorp. och Schult.. Seseli lobelianum ingår i släktet säfferötter, och familjen flockblommiga växter. Inga underarter finns listade i Catalogue of Life.